# Arvydas Janonis
Arvydas Janonis (ur. 31 lipca 1966 roku w Kiejdany) – litewski piłkarz, reprezentant kraju grający na pozycji obrońcy.

## Kariera piłkarska

### Kariera klubowa
Wychowanek Szkoły Piłkarskiej w Kiejdanach. W 1978 rozpoczął karierę piłkarską w klubie Žalgiris Wilno, w którym grał do 1990. W 1990 przeniósł się do Lokomotiwu Moskwa. Latem 1991 wyjechał do Austrii, gdzie potem bronił barw takich klubach jak FCN St. Pölten, SV Gerasdorf i SV Würmla. W 2000 roku zakończył karierę piłkarską.

### Kariera reprezentacyjna
Karierę reprezentacyjną rozpoczął w 1986 roku w reprezentacji olimpijskiej ZSRR. Grał na Igrzyskach Olimpijskich 1988 w Seulu, gdzie zdobył złoty medal. W 1990 roku zadebiutował w reprezentacji Litwy. Po raz ostatni wystąpił w niej w 1993 roku. W sumie wystąpił w 6 spotkaniach, pełniąc funkcje kapitana drużyny.

## Sukcesy i odznaczenia

### Sukcesy klubowe
- brązowy medalista Mistrzostw ZSRR: 1987

### Sukcesy reprezentacyjne
- złoty medalista Igrzysk Olimpijskich: 1988
- mistrz Uniwersjady: 1987

### Sukcesy indywidualne
- wybrany do listy 33 najlepszych piłkarzy ZSRR: Nr 3 (1985, 1986, 1987)

### Odznaczenia
- tytuł Mistrza Sportu ZSRR
- tytuł Zasłużonego Mistrza Sportu ZSRR: 1989